# La Junta Airport
La Junta Airport är en flygplats i Chile.   Den ligger i provinsen Provincia de Aisén och regionen Región de Aisén, i den södra delen av landet, 1 200 km söder om huvudstaden Santiago de Chile. La Junta Airport ligger 48 meter över havet.
Terrängen runt La Junta Airport är bergig österut, men västerut är den kuperad. Trakten runt La Junta Airport är nära nog obefolkad, med mindre än två invånare per kvadratkilometer.. Närmaste större samhälle är La Junta, 0,64 km öster om La Junta Airport.
I omgivningarna runt La Junta Airport växer i huvudsak blandskog.